# Пришла и говорю (альбом)
«Пришла́ и говорю́» (англ. I'm Here Talking to You) — девятый студийный альбом Аллы Пугачёвой. Был издан в СССР фирмой «Мелодия» в 1987 году.

## Об альбоме
Издавался на грампластинках и аудиокассетах (с бо́льшим количеством песен, расположенных в ином порядке). Данный альбом является «запоздалым» саундтреком к кинофильму «Пришла и говорю» (1985), но также включает в себя песни, которые в фильме не звучали: «Найти меня» (на грампластинке и аудиокассете), «Белые цветы» и «Сирена» (только на аудиокассете).

## Список композиций

### Пластинка
Вся музыка написана Аллой Пугачёвой.
| №  | Название          | Текст песни      | Длительность |
| -- | ----------------- | ---------------- | ------------ |
| 1. | «Найти меня»      | Белла Деметр     | 4:23         |
| 2. | «Святая ложь»     | Диомид Костюрин  | 6:05         |
| 3. | «Гонка»           | Борис Баркас     | 6:18         |
| 4. | «Пришла и говорю» | Белла Ахмадулина | 4:15         |

| №  | Название           | Текст песни   | Длительность |
| -- | ------------------ | ------------- | ------------ |
| 1. | «Самолёты улетают» | Алла Пугачёва | 7:00         |
| 2. | «Терема»           | Борис Вахнюк  | 5:18         |
| 3. | «Окраина»          | Илья Резник   | 4:50         |
| 4. | «Когда я уйду»     | Илья Резник   | 4:35         |

«Найти меня» записана в 1986 году, остальные песни — в 1984.

### Магнитоальбом
Вся музыка написана Аллой Пугачёвой (если не указано иначе).
| №  | Название           | Текст песни      | Музыка        | Длительность |
| -- | ------------------ | ---------------- | ------------- | ------------ |
| 1. | «Найти меня»       | Белла Деметр     | Алла Пугачёва | 4:23         |
| 2. | «Терема»           | Борис Вахнюк     | Алла Пугачёва | 5:18         |
| 3. | «Гонка»            | Борис Баркас     | Алла Пугачёва | 6:18         |
| 4. | «Пришла и говорю»  | Белла Ахмадулина | Алла Пугачёва | 4:15         |
| 5. | «Самолёты улетают» | Алла Пугачёва    | Алла Пугачёва | 7:00         |

| №  | Название                        | Текст песни       | Музыка           | Длительность |
| -- | ------------------------------- | ----------------- | ---------------- | ------------ |
| 1. | «Иван Иванович»                 | Илья Резник       | Алла Пугачёва    | 3:10         |
| 2. | «Святая ложь»                   | Диомид Костюрин   | Алла Пугачёва    | 6:05         |
| 3. | «Окраина»                       | Илья Резник       | Алла Пугачёва    | 4:50         |
| 4. | «Когда я уйду»                  | Илья Резник       | Алла Пугачёва    | 4:35         |
| 5. | «Белые цветы»                   | Татьяна Артемьева | Владимир Кузьмин | 3:37         |
| 6. | «Сирена» (из к/ф «Выше радуги») | Леонид Дербенёв   | Юрий Чернавский  | 6:18         |

## Участники записи
- Р. Горобец, аранжировки: грампластинка (1—8), аудиокассета (1—9)
- группа «Рецитал», руководитель Р. Горобец: грампластинка (1—8), аудиокассета (1—9)
- В. Кузьмин, гитара: аудиокассета (10)
- симфонический оркестр Госкино СССР. Дирижёр Р. Горобец: грампластинка (4, 8), аудиокассета (4, 9)
- В. Бабушкин, А. Кальянов, звукорежиссёры
- И. Йотко, редактор
- В. Манешин, художник, фото

## Тиражи альбома по заводам-изготовителям
Апрелевский завод — 25 000 (зак. 462) — обычный конверт;
Апрелевский завод — 15 000 (зак. 566) — подарочное издание диска с альбомным конвертом;
Апрелевский завод — 18 000 (зак. 148) — экспортный вариант диска (список песен и авторы указаны на русском и английском языках);
Московский опытный завод «Грамзапись» — 30 000 (зак. 1);
Ленинградский завод — 120 000 (зак. 59);
Рижский завод — 60 000 (зак. 62);
Ташкентский завод — 15 000 (зак. 337) — первое издание, у песни «Найти меня» указано: автор слов неизвестен;
Ташкентский завод — 6 620 (зак. 263) — второе издание, указана Б. Деметер, как автор слов песни «Найти меня»;
Тбилисская студия грамзаписи — 3 000 (зак. 211).